# Ricurjó-rendszer
A Ricurjó-rendszer (ricurjó-szeidó) egy politikai és jogrendszer Japánban a 7. és a 10. század között.
672-ben a dzsinsin háború végeztével dolgozták ki a megreformálódott császári uralom számára. Ekkor lett általános a tennó cím használata, ekkor készült el az első állandó főváros, és lett állami egyházzá a sintó.

## Szerkezete
A rendszer négyszintes
- központi
- tartományi
- körzeti és
- helyi kormányzatokból áll.

A központi kormányzat vezetője a Tenno. Alá tartozik az Istenek Hivatala (Dzsingikan) és a Nagy Államtanács (Daidzsókan). A Daidzsókan tagjai a Személynökök (Daidzsin – Legfőbb Személynök/Daidzsódaidzsin, Jobbfelőli Személynök/Udaidzsin, Balfelőli Személynök/Szadaidzsin). Alájuk tartozott a 8 Minisztérium (Só). Ezek egyike például a Hjóbusó (Katonai Ügyek Minisztériuma), mely a sorozáson alapuló hadsereget felügyelte. 750-re a központi kormányzatban közel 10 000 ember dolgozott.
A rendszer következő eleme a nagyjából 60 tartomány (kuni), melyek mindegyike rendelkezett saját központtal (kokufu). Ezekben a központokban működtek a Dzsingikan hivatalnokai, a sintó tisztviselők (szódzsa).
A tartományok körzetekre (kóri) voltak felosztva, összesen mintegy 5-600-ra. Ezek tovább aprózódtak járásokra (gó). Ezeknek a legkisebb egysége volt a család (ko). 50 ko alkotott egy falut (szato), és 7 szato alkotott egy körzetet.